# Handroanthus umbellatus
Handroanthus umbellatus) é uma espécies de árvore do gênero Handroanthus.

## Descrição
Esta espécie possui folhas palmaticompostas com, na maioria das vezes, cinco folíolos com tricomas em ambas as faces de margem inteira.

## Ocorrência
Ocorrências confirmadas: Nordeste (Bahia), Centro-Oeste (Distrito Federal), Sudeste (Espírito Santo, Minas Gerais, Rio de Janeiro, São Paulo) e Sul (Paraná, Rio Grande do Sul, Santa Catarina). Domínios Fitogeográficos: Caatinga, Cerrado e Mata Atlântica. Tipo de Vegetação: Floresta Ombrófila (Floresta Pluvial).